# Air Force Academy
Air Force Academy è un centro abitato (census-designated place) degli Stati Uniti d'America, situato nella contea di El Paso dello stato del Colorado. Nel censimento del 2000 la popolazione era di 7.526 abitanti. È sede dell'omonima accademia aeronautica.

## Geografia fisica
Secondo i rilevamenti dell'United States Census Bureau, Air Force Academy si estende su una superficie di 26,0 km².